# Ручка Надія Олександрівна
Надія Олександрівна Ручка (нар. 16 квітня 1981, Нікополь, УРСР, СРСР) — російська співачка, актора, модель та поетеса. Колишня солістка російських груп «Party» (1999—2004), та «Блестящие» (2004—2017)

## Біографія
Народилася 16 квітня 1981 року в Нікополі, УРСР, СРСР в сім'ї металургів.
Дівчина з дитинства проявила свої художні таланти: вже в п'ять років вона займалася балетом, до дев'яти її відібрали для того, щоб відправити на подальше навчання до Москви в балетний інтернат, але батьки своєї згоди не дали.
У шкільний час змінила дві школи, остання з яких (9-11 класи) робила наголос на поглибленому вивченні фізики і математики. Це сильно розвинуло допитливість і логічні здібності дівчинки, але не вбило її художній дар.
У 11-му класі в її долі відбувається два поворотних події: вона запрошена на всеукраїнський конкурс краси в Київ е й на зйомки кліпу до Москви. Конкурс краси дає перемогу і дві тисячі доларів (величезні на ті часи гроші). Також зйомки кліпу показали, що Москва — те місто, в якому вона хоче прожити все життя.
Після закінчення школи вступає до Московського інституту міжнародних економічних відносин (МІМЕО), спеціальність «економіст-міжнародник». На навчання та проживання заробляє сама: працює в модельному агентстві і паралельно займається з викладачем з Гнесінки.
Через два роки (у 2001) отримує пропозицію співати в групі «Party», що стало початком її сценічної кар'єри. Паралельно працює адміністратором та ведучою в казино, поєднуючи чотири професії.
На початку 2004 ріку отримує пропозицію про роботу з «Блестящими». Чотири роботи йдуть у минуле. Тепер історія творчого розвитку пов'язана з російським популярним легендарним естрадним колективом.
У 2009 року знялася в комедійному фільмі режисера Сарика Андреасян «ЛОпуХИ: епізод перший».
На початку 2010 ріка а разом з напарником танцюристом Ельдаром Сайфутдінова стала учасницею нового сезону танцювального шоу телеканалу Росія 1 «Танці з зірками. Сезон-2010».

## Особисте життя
Зустрічалась з співаком Олександром Маршалом. З 2013—2015 зустрічалась з Максимом Осадчим. В 2016 почала зустрічатись з Денисом Боярко. В квітні 2017 року стало відомо що надходиться на 5 місяці вагітності. 11 липня Надя і Денис таємно одружилися.17 серпня народила сина Льва.

## Дискографія

### Сольно
| Рік  | Пісня                       | Альбом       |
| ---- | --------------------------- | ------------ |
| 2016 | «С кем Новый Год встретишь» | Best 20      |
| 2019 | «Не верится»                | В очікуванні |
| 2020 | «Вуду кукла»                | В очікуванні |
| 2020 | «Огни»                      | В очікуванні |
| 2021 | «Переболела»                | В очікуванні |
| 2021 | «Ни о чем»                  |              |

### В складі групи «Party»
- Подари любовь
- Рябины красный светофор
- Одна на ветру
- Сердце пополам
- Спартак-чемпион
- Вспоминай
- Больше не твоя
- Город ангелов
- Вечер седьмого дня
- Кукла Мальвина
- Party
- Нет! Да!
- Верила — не верила
- Сладость

### У складі групи «Блестящие»
| Рік  | Пісня                         | Автор слів / музики              | Склад                                             |
| ---- | ----------------------------- | -------------------------------- | ------------------------------------------------- |
| 2004 | Новогодняя песня              | Тетяна Іванова /Андрій Грозний   | К. Новикова, Ю. Ковальчук, Г. Семенович, Н. Ручка |
| 2004 | Новогодняя песня (remix)      | Тетяна Іванова /Андрій Грозний   | К. Новикова, Ю. Ковальчук, Г. Семенович, Н. Ручка |
| 2005 | Капитан дальнего плаванья     | Тетяна Іванова /Андрій Грозний   | К. Новикова, Ю. Ковальчук, Г. Семенович, Н. Ручка |
| 2005 | Огонёк                        | Народна                          | К. Новикова, Ю. Ковальчук, Г. Семенович, Н. Ручка |
| 2005 | Пальмы парами                 | Тетяна Іванова / Андрій Грозний  | К. Новикова, Ю. Ковальчук, Г. Семенович, Н. Ручка |
| 2005 | Брат мой десантник            | Тетяна Іванова / Андрій Грозний  | К. Новикова, Ю. Ковальчук, Г. Семенович, Н. Ручка |
| 2005 | Восточные сказки (feat Arash) | Тетяна Іванова / Arash           | К. Новикова, Ю. Ковальчук, Г. Семенович, Н. Ручка |
| 2006 | Агент 007                     | Катерина Ракова / Андрій Грозний | К. Новикова, Ю. Ковальчук, Г. Семенович, Н. Ручка |
| 2007 | Тили-тесто                    | Тетяна Іванова / Андрій Грозний  | К. Новикова, Ю. Ковальчук, Н. Ручка               |
| 2007 | Как звезда                    | Тетяна Іванова / Андрій Грозний  | К. Новикова, Ю. Ковальчук, Н. Ручка, А. Осипова   |
| 2008 | Одноклассники                 | Тетяна Іванова / Андрій Грозний  | Н. Ручка, А. Осипова , Г. Дубовицька, Ю. Лукашева |
| 2008 | Знаешь милый                  | Катерина Ракова / Андрій Грозний | Н. Ручка, А. Осипова , Г. Дубовицька, Ю. Лукашева |
| 2010 | Шар                           | Катерина Ракова / Андрій Грозний | Н. Ручка, А. Осипова, Г. Дубовицька, М. Бережна   |
| 2010 | Утро                          | Катерина Ракова / Андрій Грозний | Н. Ручка, А. Осипова, Г. Дубовицька, М. Бережна   |
| 2011 | Любовь                        | Денис Ковальський                | Н. Ручка, А. Осипова, Г. Дубовицька, М. Бережна   |
| 2011 | Милый мой                     | Іван Чабанов / Вадим Лосєв       | Н. Ручка, А. Осипова, М. Бережна, К. Новикова     |
| 2011 | Любовь (remix)                | Денис Ковальський                | Н. Ручка, А. Осипова, М. Бережна, К. Новикова     |
| 2012 | Зеленые глаза                 | Андрій Грозний                   | Н. Ручка, А. Осипова, М. Бережна, К. Новикова     |
| 2013 | День рождения                 | невідомо                         | Н. Ручка, А. Осипова, М. Бережна, К. Новикова     |
| 2013 | К Экватору                    | невідомо                         | Н. Ручка, А. Осипова, М. Бережна, К. Новикова     |
| 2013 | Потерять                      | Денис Ковальський                | Н. Ручка, А. Осипова, М. Бережна, К. Новикова     |
| 2015 | Не отдавай меня никому        | невідомо                         | Н. Ручка, А. Осипова, М. Бережна, К. Новикова     |
| 2016 | Бригада маляров               | Андрій Грозний                   | Н. Ручка, М. Бережна , С. Золотова, Х. Іларіонова |

### Пісні написані для інших виконавців
| Рік  | Пісня               | Виконавець       | Альбом         |
| ---- | ------------------- | ---------------- | -------------- |
| 2004 | Мулатка             | Діма Білан       | На берегу неба |
| 2005 | Дотянутся до неба   | Лоліта           | Формат         |
| 2009 | Не мадонна          | Ганна Семенович  | —              |
| 2012 | Широко закрыв глаза | Олександр Маршал | Обернись       |

## Відеографія

### Сольна кар'єра
| Рік  | Кліп                        | Режисер           | Альбом       |
| ---- | --------------------------- | ----------------- | ------------ |
| 2016 | «С кем новый год встретишь» | Роман Фролов      | Best 20      |
| 2020 | «Не верится»                | Катерина Шевченко | В очікуванні |

### В складі групи «PARTY»
| Рік  | Кліп                    | Режисер             |
| ---- | ----------------------- | ------------------- |
| 2000 | Подари любовь           | Катерина Гроховська |
| 2000 | Рябины красный светофор | Альберт Хамітов     |
| 2001 | Одна на ветру           | Олег Степченко      |
| 2001 | Сердце пополам          | Олег Степченко      |
| 2002 | Спартак-чемпион         | Сергій Кальварський |
| 2003 | Больше не твоя          | Катерина Гроховська |

### В складі групи «Блестящие»
| Рік  | Кліп                           | Режисер                            | Альбом       |
| ---- | ------------------------------ | ---------------------------------- | ------------ |
| 2004 | Новогодняя песня               | Андрій Грозний                     | Не видавався |
| 2004 | Новогодняя песня (Remix)       | Андрій Грозний                     | Не видавався |
| 2005 | Пальмы парами                  | Андрій Грозний                     | Не видавався |
| 2005 | Брат мой десантник             | Марина Ламтєєва                    | Не видавався |
| 2005 | Восточные сказки (feat. Arash) | Олександр Ігудін                   | Не видавався |
| 2006 | Агент 007                      | Андрій Грозний                     | Не видавався |
| 2008 | Одноклассники                  | Марита Захарова                    | Не видавався |
| 2008 | Знаешь, милый                  | Андрій Грозний, Владислав Опельянц | Не видавався |
| 2010 | Шар                            | Роман Пригунов                     | Не видавався |
| 2013 | Потерять                       | Роман Пригунов                     | Не видавався |
| 2016 | Бригада маляров                | Андрій Грозний                     | Не видавався |
| 2022 | Другая                         |                                    | Не видавався |